# Чабаненко Віктор Антонович
Віктор Антонович Чабаненко (12 вересня 1937, Єлизаветівка, Василівський район — 9 лютого 2014, Запоріжжя) — український мовознавець, лексикограф, фольклорист. Доктор філологічних наук (1984), професор (1987), заслужений діяч науки і техніки України, член Національної спілки письменників України.

## З біографії
Народився у селі Єлизаветівці (Балківська сільрада) Василівського району на Запоріжчині. 
1959 року закінчив Запорізький державний педагогічний інститут (філологічний факультет), після чого деякий час працював учителем, служив у війську. З 1962 по 1965 рік — аспірант кафедри української мови ЗДПІ, з 1966 — кандидат наук, а з 1984 року — доктор філологічних наук, із 1987 року — професор. У 1985–1996 роках був деканом філологічного факультету, з 1984 р. — завідувач кафедри загального і слов'янського мовознавства Запорізького національного університету. Дійсний член Академії наук вищої школи України.

## Творчий доробок
Опублікував понад 500 наукових праць (монографій, словників, статей тощо). Лауреат премій імені Петра Чубинського та Я. Новицького. Упорядкував і видав кілька збірок фольклору Нижньої Наддніпрянщини, зокрема видання «Савур-могила. Легенди та перекази Нижньої Наддніпрянщини» [Архівовано 24 лютого 2020 у Wayback Machine.].. Автор поетичних збірок «Собор душі моєї» (1998), «В гостях у юності твоєї» (1999) та «У вічному двобої» (2000). Член Національної спілки письменників України (з 1999).

## Вибрані твори
- Словник говірок Нижньої Наддніпрянщини. — Запоріжжя, 1992. — Том 1. — 324 с.[недоступне посилання]; Том 2. — 372 с.[недоступне посилання]; Том 3. — 304 с.[недоступне посилання]; Том 4. — 261 с.[недоступне посилання]
- Стилістика експресивних засобів українська мови: Монографія. - Запоріжжя: ЗДУ, 2002. — 351 с.[недоступне посилання]
- Українська Атлантида. — Запоріжжя: Дніпровський металург, 2006. — 405 с.[недоступне посилання]

## Відзнаки
Лауреат премій ім. П. Чубинського (1996), Я. Новицького (1999) та Д. Яворницького (2000). Товариством «Просвіта» ім. Т. Шевченка нагороджений медаллю «Будівничий України» (2000).
Заслужений діяч науки і техніки України (2002). Відмінник освіти України (1995).

## Вшанування пам'яті

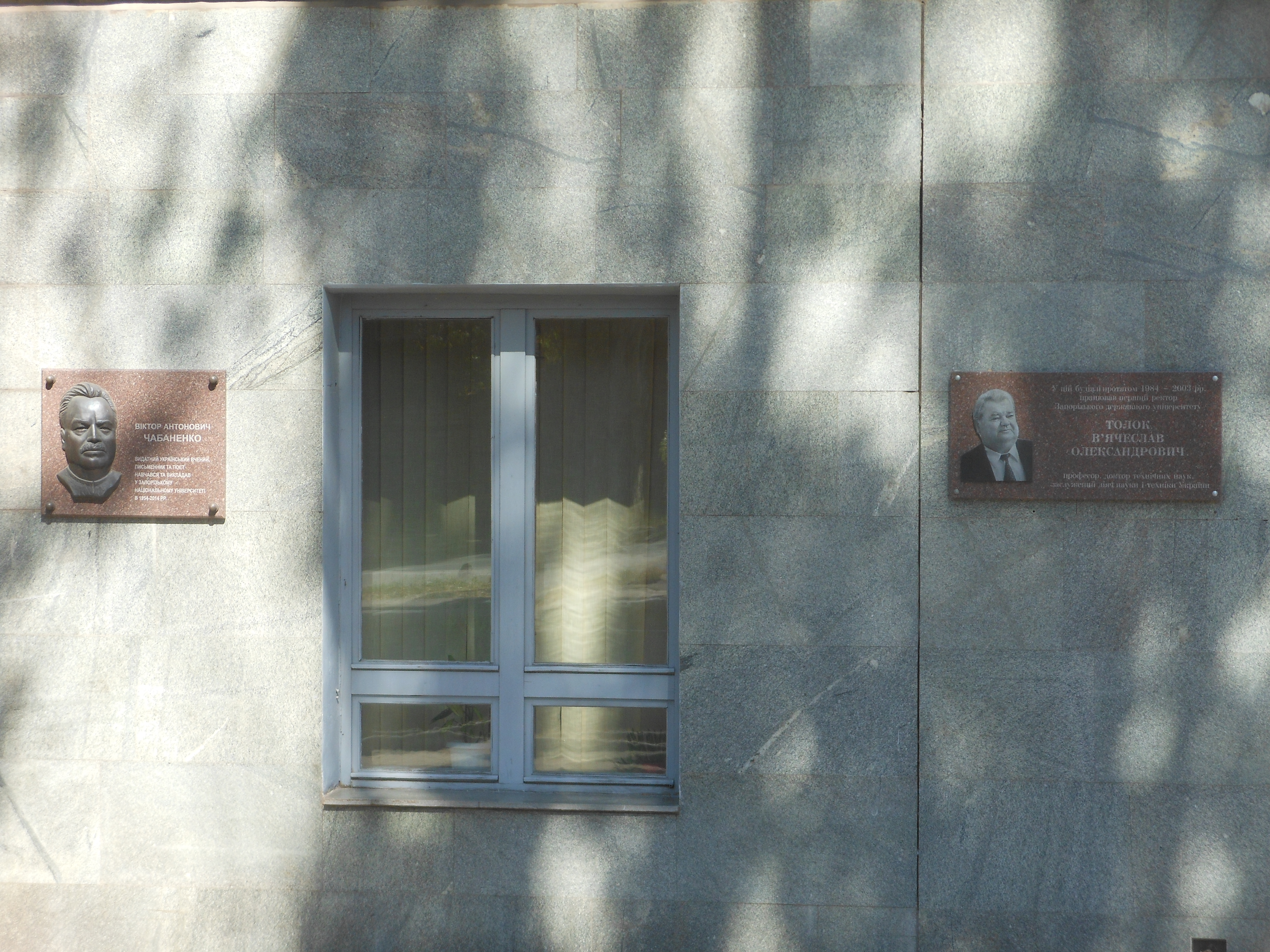

17 лютого 2015 року відкрито меморіальну дошку на будинку навчального корпусу №1 Запорізького національного університету.
У м. Запоріжжі є "вулиця Академіка Чабаненка". 